# Jamesonia biardii
Jamesonia biardii là một loài dương xỉ trong họ Pteridaceae. Loài này được Fée Christenh. mô tả khoa học đầu tiên năm 2011.